# آرتور اروسمیت
آرتور اروسمیت (انگلیسی: Arthur Arrowsmith؛ 1880 – 1954 (aged 74)) بازیکن فوتبال اهل بریتانیا بود.
از باشگاه‌هایی که در آن بازی کرده‌است می‌توان به باشگاه فوتبال استوک سیتی، باشگاه فوتبال کاونتری سیتی، و باشگاه فوتبال ولورهمپتون واندررز اشاره کرد.